# شينجي أوغاوا
شينجي أوغاوا (小川真司 أوغاوا شينجي) (إسمه الحقيقي هاروهيكو أوغاوا (小川治彦 أوغاوا هاروهيكو)) (19 فبراير 1941 - 7 مارس 2015)، ممثل ياباني.

## أدواره في السينما اليابانية
- كامن رايدر x سوبر سنتاي: صراع الأبطال الخارقين - الإمبراطور أكدوس غيل (صوت)

## أدواره في الأنمي

### مسلسلات أنمي تلفزيونية
- يوغي ZEXAL - دكتور فيكر
- معرض الفن المزيف - ريتشاردسون
- ترينيتي بلاد - الراوي
- كاوبوي بيبوب - غوردون
- بينغ بونغ - المدير كازاما
- ستار درايفر: تاكوتو البراق - ليون واتانابي
- صقور الأرض - الراوي
- قبضة نجم الشمال - هيو
- لاست إكسايل: فام ذات الأجنحة الفضية - الملك توران

### أوفا أنمي
- بلاك ماجك - آرثر
- البدلة المتنقلة جاندام يونيكورن - رونان مارسيناس
- دارك ستولكرز - بايرون

### أفلام أنمي
- داريكا نو مانازاشي - فوجي أوكامورا

## أدواره في الدبلجة اليابانية
- وال-إي - رئيس BNL
- سبايدرمان المذهل 2 - نورمان أوزبورن

## وصلات خارجية
- شينجي أوغاوا على موقع IMDb (الإنجليزية)
- شينجي أوغاوا على موقع قاعدة بيانات الفيلم (الإنجليزية)
- شينجي أوغاوا على موقع ANN person (الإنجليزية)